# Przemysław Kowalewski
Przemysław Kowalewski (ur. 16 listopada 1975 w Szczecinie) – polski pisarz, dziennikarz i samorządowiec.

## Życiorys
Przemysław Kowalewski ukończył studia w 2000 na kierunku politologia na Wydziale Humanistycznym Uniwersytetu Szczecińskiego. W latach 1996–1999 współpracował z redakcją „Kuriera Szczecińskiego”. Od 2000 do 2001 pełnił funkcję redaktora naczelnego miesięcznika „Nowy Kurier”. W 2011 został powołany na stanowisko wiceburmistrza Gryfic. Pełnił tę funkcję do maja 2012. 
W latach 2015/2016 oraz 2016/2017 pracował jako nauczyciel akademicki w Szkole Wyższej im. Bogdana Jańskiego w Szczecinie. Współredagował książkę Europa jutra. Stany Zjednoczone Europy czy Europa Ojczyzn wydaną w 2022 przez Fundację Europejską. 
Od grudnia 2019 związany z Morskie Centrum Nauki im. prof. Jerzego Stelmacha w Szczecinie.
W 2023 nakładem wydawnictwa FILIA ukazała się jego debiutancka powieść Kozioł, która jest pierwszą częścią cyklu o Ugne Galancie. Pół roku później ukazała się druga książka Szóstka. W 2024 wydano trzecią część cyklu Sierociniec. Rok później "Latawiec". Akcja cyklu dzieje się w powojennym Szczecinie. W marcu 2025 miał swoją premierę Raport Kruka. Powieść otwiera nowy cykl, którego akcja dzieje się we współczesnym Szczecinie. Głównym bohaterem jest profesor archeologii Uniwersytetu Szczecińskiego, który prowadzi śledztwo w sprawie tajemniczego znaleziska w Kościele pw. Św. Piotra i Pawła. Książka jest mieszanką kryminału oraz przepełnioną zwrotami akcji powieścią sensacyjną okraszoną historycznym tłem. 

## Nagrody i wyróżnienia
- 2023 – BETON 2023 w kategorii szczeciński twórca popkultury został uhonorowany za osadzone w szczecińskich realiach powojennych mroczne powieści kryminalne Kozioł i Szóstka[8]
- 2024 – Kryminalny Debiut Roku 2023 za powieść Kozioł – Nagroda Literacka Marszałka Województwa Kujawsko-Pomorskiego[9][10]
- 2024 – Kozioł – Najlepsza Książka 2023 w plebiscycie Czytelników Nagrody Literackiej „Jantar” zorganizowanym przez Książnicę Pomorską[11]
- 2025 – Latawiec – Najlepsza Książka 2024 w plebiscycie Wschowskiego Festiwalu Kryminałów „Mroczne Oblicze 2025”[12]

## Powieści z cyklu Ugne Galant
- Kozioł (FILIA 2023)
- Szóstka (FILIA 2023)
- Sierociniec (FILIA 2024)
- Latawiec (FILIA 2024)

## Powieści z cyklu Nikita Wajda
- Raport Kruka (FILIA 2025)